# Villa Fontana (Córdoba)
Villa Fontana es una localidad situada en el departamento Río Primero, provincia de Córdoba, Argentina.
Está compuesta por 1093 habitantes y se encuentra situada sobre la ruta provincial N.º 17. Dista de la ciudad de Córdoba en 150 km aproximadamente.
La parroquia de la localidad lleva el nombre de "Capilla San Pedro"
Fundador: (Nombre real) "Angelo Serafino Fontana" (Nacido 15/09/1876 Fontanetto d'Agogna, Novara, Italia / Villa Cureggio) Casado con Angela Briolotti.
En 1969, siendo intendente municipal don Cecilio Cravero, se iniciaron las obras de remodelación de la plaza principal "Ángel Fontana". Se inauguraron oficialmente el 3 de agosto de 1972 con la presencia de las máximas autoridades provinciales.

## Geografía
El clima de la localidad es templado con estación seca, registrándose unas precipitaciones anuales de 700 mm aproximadamente.

## Economía
La principal actividad económica es la agricultura seguida por la ganadería, siendo el principal cultivo la soja.
Existen en la localidad numerosos establecimientos agrícolas como plantas de silos, oficinas, centros de acopios de granos, etc.
La industria de la localidad se encuentra estrechamente relacionada con el campo.